# Ксенгіниці (Тшебницький повіт)
Ксенгіниці (пол. Księginice) — село в Польщі, у гміні Тшебниця Тшебницького повіту Нижньосілезького воєводства.
Населення — 692 особи (2011).
У 1975—1998 роках село належало до Вроцлавського воєводства.

## Демографія
Демографічна структура станом на 31 березня 2011 року:
|          | Загалом | Допрацездатний вік | Працездатний вік | Постпрацездатний вік |
| -------- | ------- | ------------------ | ---------------- | -------------------- |
| Чоловіки | 331     | 79                 | 235              | 17                   |
| Жінки    | 361     | 84                 | 234              | 43                   |
| Разом    | 692     | 163                | 469              | 60                   |